# L'Intouchable Drew Peterson
Pour plus de détails, voir Fiche technique et Distribution.
L'Intouchable Drew Peterson (Drew Peterson: Untouchable) est un téléfilm américain réalisé par Mikael Salomon, diffusé en 2012. Il s'agit d'une histoire vraie de l'ancien policier Drew Peterson (en), reconnu coupable de meurtre de sa troisième épouse, Kathleen Savio, en 2012.

## Synopsis
Drew Peterson (en) est un sergent de police d'une cinquantaine d'années apparemment irréprochable. Marié à sa troisième femme, Kathleen, avec qui il a eu deux enfants, il s'éprend de Stacy, 19 ans. Son mariage bat de l'aile et se termine par un divorce houleux. Peu de temps après, Kathleen est retrouvée morte dans une baignoire vide. Après son quatrième mariage avec Stacy et l'arrivée de deux autres enfants, Drew se révèle jaloux, possessif et autoritaire. Stacy lui demande de quitter la maison, mais il refuse de perdre sa famille. Puis elle disparaît soudainement, en laissant les enfants. Grâce à l'intervention d'une voisine et à la mobilisation de la sœur de Stacy, l'affaire Drew Peterson attire l'attention de tous les médias.

## Fiche technique
Sauf indication contraire, les informations mentionnées dans cette section peuvent être confirmées par la base de données cinématographiques IMDb,  présente dans la section « Liens externes ».
- Titre original : Drew Peterson: Untouchable
- Titre français : L'Intouchable Drew Peterson
- Réalisation : Mikael Salomon
- Scénario : Teena Booth, d'après un livre de Joseph Hosey
- Musique : Tree Adams
- Direction artistique : Mark Sylbert
- Décors : Leslie Dilley
- Costumes : Genevieve Tyrrell
- Photographie : Zoran Popovic
- Montage : Henk Van Eeghen
- Production : Kyle A. Clark et Lina Wong

Production déléguée : Judith Verno
- Sociétés de production : PeaceOut Productions, SilverScreen Pictures et Sony Pictures Television
- Société de distribution : Lifetime Television
- Pays d'origine :  États-Unis
- Langue originale : anglais
- Format : couleur
- Genres : drame ; biographie
- Durée : 84 minutes
- Dates de première diffusion :
  - États-Unis : 21 janvier 2012[1] sur Lifetime
  - France : 16 octobre 2012 sur TF1

## Distribution
- Rob Lowe (VF : Bruno Choël) : Drew Peterson (en)[2]
- Kaley Cuoco (VF : Élisa Bourreau) : Stacy Peterson[2]
- Catherine Dent (VF : Véronique Augereau) : Karen Chojnacki
- Cara Buono (VF : Sybille Tureau) : Kathleen Savio
- William Mapother (VF : Stéphane Miquel) : Glenn Levecke[3]
- Jonathan Scarfe (VF : Pierre Tessier) : Jeff Aberdeen
- Romy Rosemont (VF : Marie-Martine) : Sofia
- Teddy Sears (VF : Constantin Pappas) : Mike Adler[4]
- Charlie Koznick (VF : Didier Cherbuy) : Joe Hosey
- James Karen : Pasteur Tom Keller
- Krista Kalmus (VF : Flora Kaprielian) : Brianna Cales
- Danielle Savre (VF : Claire Baradat) : Chloe Roberts
- Natalie Smyka (VF : Christine Bellier) : Lauren
- James C. Burns : Peter
- James Ellis Lane (VF : Benjamin Bollen) : l'officier Jim
- Steve Tom (VF : Philippe Ariotti) : le rédacteur en chef
- Larry King (VF : Richard Leblond) : lui-même

Source et légende : Version française (VF) sur RS Doublage

## Accueil
Le téléfilm est vu par environ 5,8 millions de téléspectateurs, lors de sa première diffusion.